# Landeyjahöfn

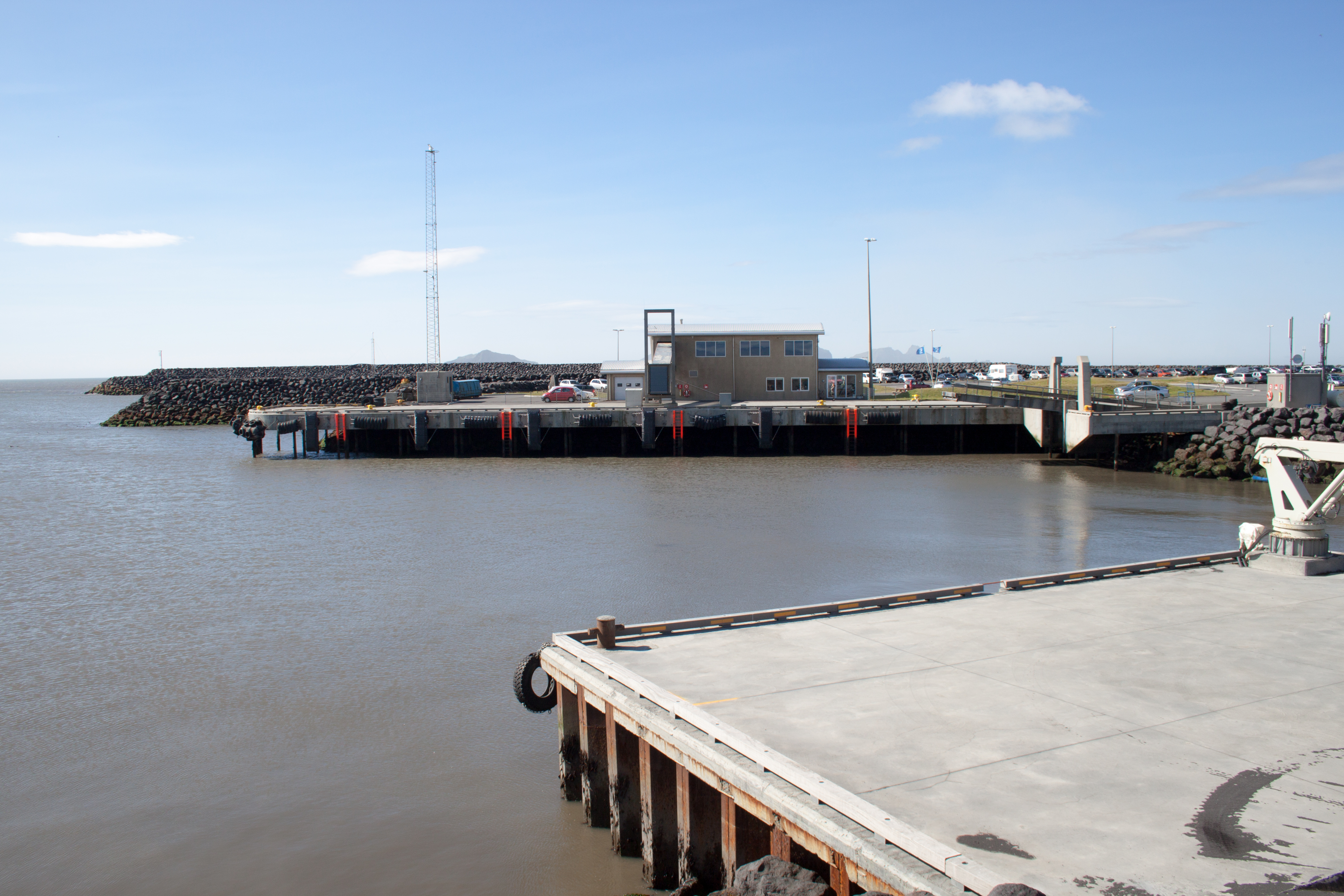
Landeyjahöfn

Landeyjahöfn är en färjehamn i kommunen Rangárþing eystra på Islands södra kust.
Hamnen öppnades för trafik 2010 och ersatte Þorlákshöfn som färjehamn för trafik mellan fastlandet och Västmannaöarna.  Rutten är 51 kilometer och tar omkring 35 minuter med färjan M/S Herjólfur.

## Bildgalleri

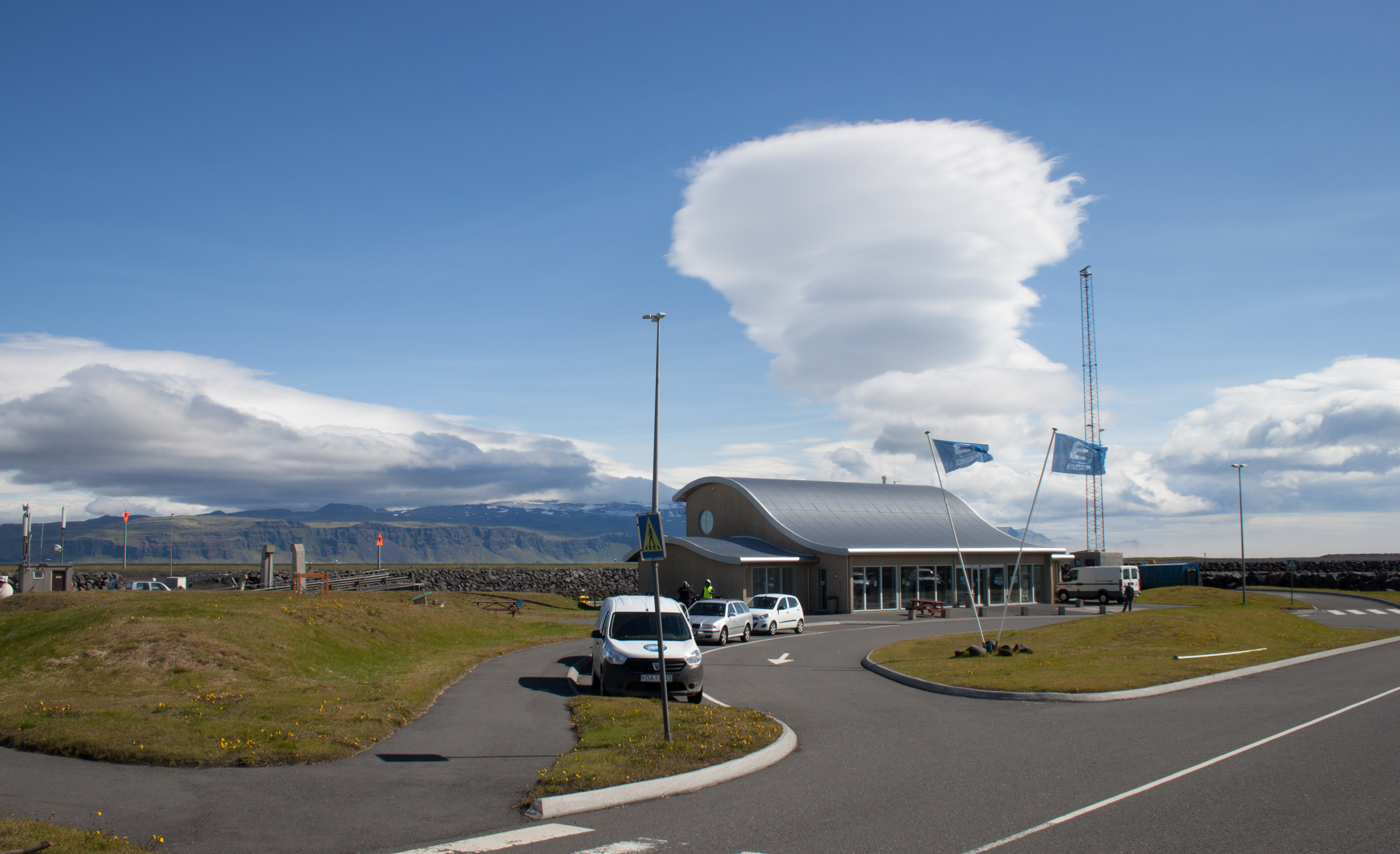
Terminalbyggnaden
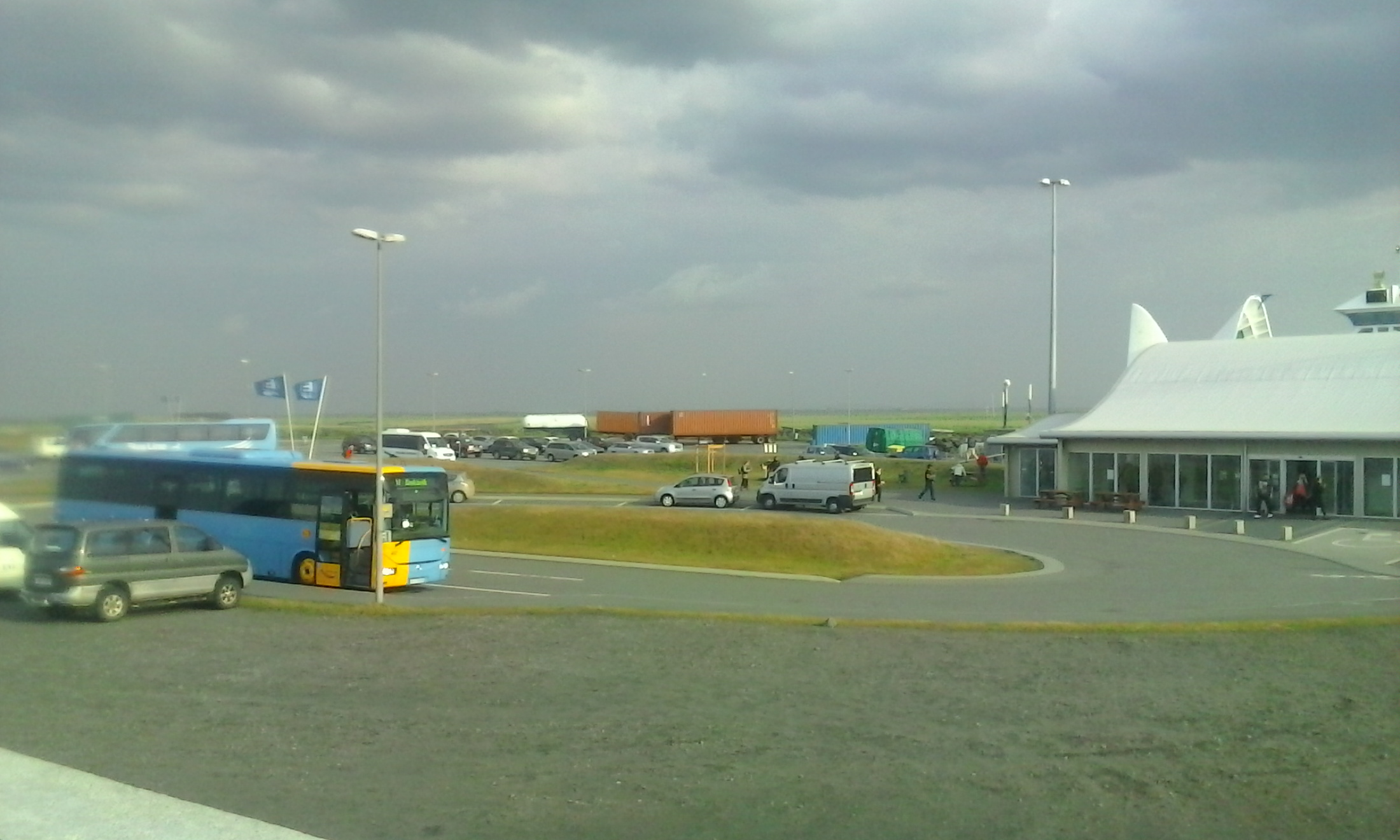
Hamnplan
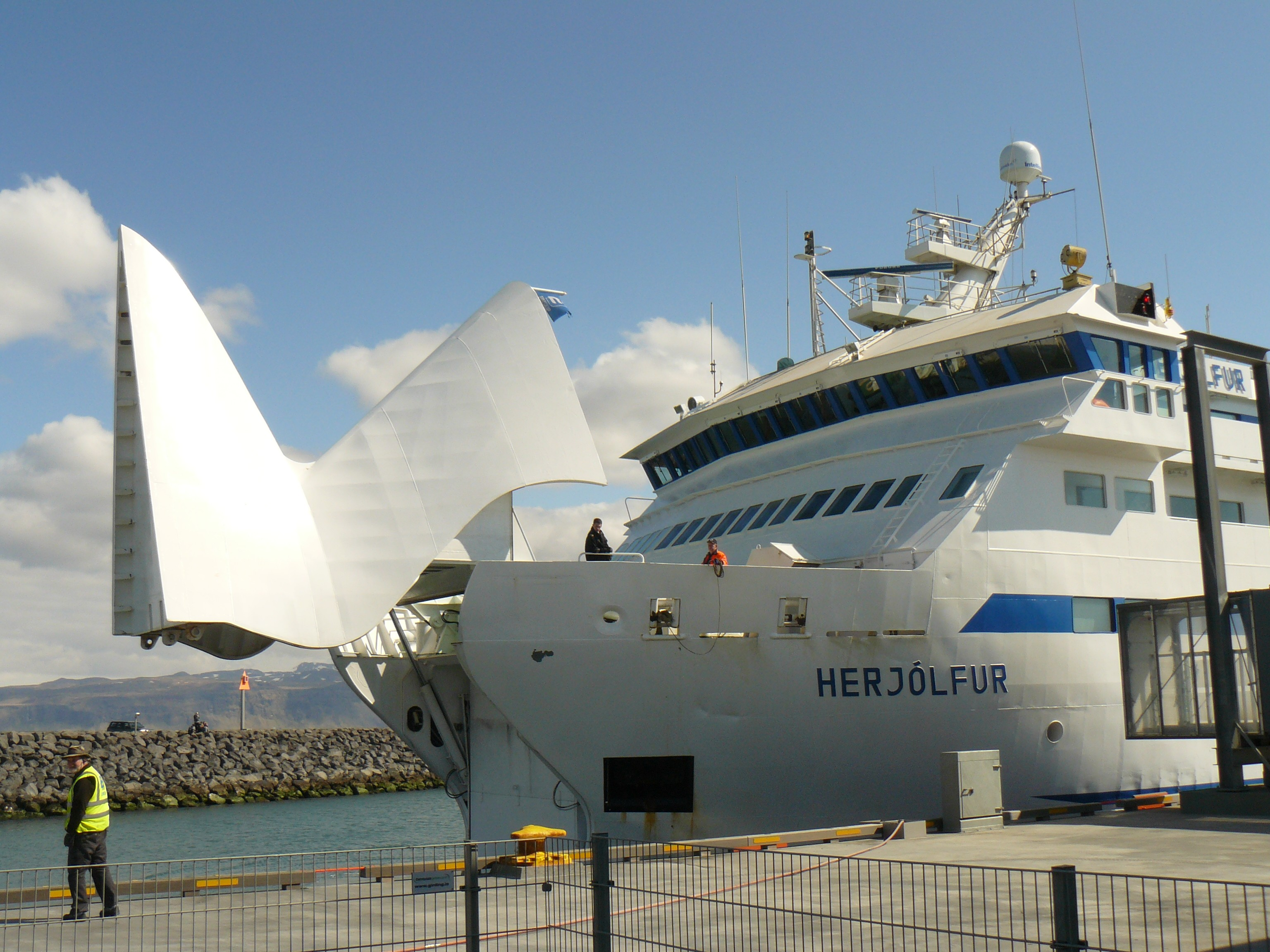
M/S Herjólfur vid färjeläget i Landeyjahöfn